# George Patton
George Smith Patton Jr. (San Gabriel, Kalifornia, 1885. november 11. – Heidelberg, 1945. december 21.) amerikai katonatiszt, az Amerikai Egyesült Államok Hadseregének négycsillagos tábornoka volt, aki a második világháborúban a földközi-tengeri hadszíntéren vezényelte az Egyesült Államok hetedik hadseregét, majd a harmadik hadsereget Franciaországban és Németországban, a szövetségesek normandiai partraszállásának az egyik kulcsfigurája volt. Hosszú katonai pályafutása alatt kiváló stratégiai érzékével kivívta csapatai és ellenfelei tiszteletét, ám rendkívül szigorú és szókimondó stílusával sok ellenséget is szerzett magának. Napjainkban a legismertebb és legkedveltebb második világháborús amerikai tábornok.

## Élete

### Korai évei
Ifjabb George Smith Patton 1885. november 11-én született a kaliforniai San Gabrielben, Los Angeles egyik elővárosában. Édesapja idősebb George Smith Patton politikus és ügyvéd, édesanyja Ruth Wilson, Benjamin Davis Wilson politikus lánya. Pattonnak egy húga született, Anne, akit Nita becenéven ismertek, és később az első világháborús amerikai expedíciós hadsereg főparancsnokával, John J. Pershinggel került közeli kapcsolatba.
Gyermekként Patton nehezen tanult meg írni és olvasni, de végül legyőzte problémáit, és felnőtt korában már lelkes olvasó volt. Tizenegy éves koráig otthonában tanult, majd Stephen Clark pasadenai fiú magániskolájában tanult hat évig. Pattont ekkoriban intelligens fiúként jellemezték, akit rendkívül érdekelt a klasszikus hadtörténelem, különösen az olyan hadvezérek, mint Hannibál, Scipio Africanus, Julius Caesar, Jeanne d'Arc és Napóleon. John Singleton Mosby egykori konföderációs lovassági parancsnok is gyakran megfordult a Patton-családi házában, amikor George még gyermek volt, innen is szerezhette érdeklődését a lovasság iránt. A fiút a katonaságon kívül más pálya nem is igazán érdekelte, így 17 éves korában beiratkozott a West Point Katonai Akadémiára, ahol 1909. június 11-én a 103 kadét közül 46.-ként végzett, majd a lovasságnál segédtisztként folytatta pályafutását.
Patton 1910. május 26-án vette feleségül Beatrice Banning Ayer-t, Frederick Ayer bostoni iparos lányát a massachusetts-i Beverly Farms-ban. Három gyermekük született: Beatrice Smith (született 1911 márciusában), Ruth Ellen (1915. február) és George Patton IV (1923. december).
A fiatal tiszt 1912-ben részt vett a stockholmi nyári olimpiai játékokon és öttusában az ötödik helyen végzett, ezzel ő lett a legeredményesebb nem svéd a versenyszámban. Vívótapasztalata miatt őt bízták meg az új lovassági szablya megtervezésével. A kész típus a Model 1913 Cavalry Saber nevet kapta, azonban sokkal elterjedtebb lett tervezője után kapott neve, a Patton Saber, azaz Patton-szablya.

### Az első világháborúban és az azt követő időszakban
Az első világháború idején a 8. lovasezredben szolgált. Nagy hatást tettek rá a tankok, így a háború után sokat foglalkozott a páncélos fegyvernem korszerűsítésével és annak alkalmazásának kérdéseivel. Elméleti téren nem alkotott kiemelkedőt, de a harckocsik alkalmazása az ő munkássága miatt terjedt el az amerikai hadseregben, a későbbiekben azok stratégiai alkalmazását is ő dolgozta ki.
1919-ben Washingtonban megismerkedett Dwight D. Eisenhowerral és szoros barátságot kötöttek. 1932-ben Douglas MacArthur tábornok alatt szolgált. A '30-as évek további részében a Virginia állambeli Fort Myerben szolgált.

## Részvétele a második világháborúban

### Észak-Afrika
1940 nyarán Patton ezredes megkapja a Második Páncélos Hadosztály egyik dandárját, őszre dandártábornokká, majd a következő tavasszal már vezérőrnaggyá léptetik elő, 1941 áprilisától már a teljes hadosztály főparancsnoka lesz.
A harcokba 1942 novemberében az észak-afrikai partraszálláskor kapcsolódott be, ahol az amerikai partraszálló erők parancsnoka volt, serege 100 hajóból 33 000 emberből állt. A Torch hadművelet keretében Casablanca városából mindössze 48 óra alatt kiűzte a francia csapatokat. Ezután fegyverszünetről tárgyalt Charles Noguès francia tábornokkal, V. Mohammed marokkói szultán pedig Ouissam Alaouite-renddel tüntette ki. Patton felügyelte ezután Casablanca katonai kikötővé történő átalakítását, így 1943 januárjában a város a híres casablancai konferenciának adott otthont.
1943. március 6-án, miután a Erwin Rommel vezényelte német  Afrikakorps vereséget mért az amerikaiakra a Kasserine Pass-i csatában, Pattont nevezték ki Lloyd Fredendall vezérőrnagy helyett a II. amerikai hadtest parancsnokává, és előléptették altábornaggyá. Az újonnan előléptetett parancsnok nem sokkal később Omar Bradley vezérőrnagyot parancsnokhelyettesi tisztségbe osztotta be a seregéhez. Azzal a paranccsal, hogy a megtépázott és demoralizált haderőt 10 napon belül ütőképessé tegye, Patton azonnal átfogó változtatásokat léptetett életbe, így minden katonának tiszta, vasalt és komplett egyenruha viselését rendelte el, szigorú ütemtervet vezetett be, és a katonai protokoll szigorú betartását is megkövetelte. A parancsnoksága alatt folyamatosan mozgott és embereivel kommunikált, és igyekezett őket hatékony katonákká formálni. Végig nagy nyomás alatt tartotta őket, de igyekezett bőségesen megjutalmazni őket megfelelő teljesítményükért.

### Szicília
A szicíliai partraszállás során a 7. hadsereg parancsnoka volt. A sikeres hadművelet után augusztus 3-án a nicosiai katonai kórházban felpofozott egy maláriás és ideggyenge közlegényt, mivel az szerinte szimulált és meglógott ezzel a frontról, egy héttel később az eset egy másik katonával is megismétlődött. Eisenhower a sereg előtti bocsánatkérésre kötelezte a tábornokot. Novemberben közzétette a történteket az amerikai sajtó, ami nagy felháborodást keltett, így ennek a nyomásnak engedve Pattont lefokozták, és 11 hónapig nem vett részt a tényleges harci cselekményekben.

### Nyugat-Európa
1944-ben a normandiai partraszállás miatt szükség volt egy tapasztalt vezetőre, így a vezérkar visszahívta, hogy segítse a hadműveleteket. A partraszállás idején és az azt követő harcokban a 3. hadsereg élén állt. Jelentős szerepe volt az ardenneki offenzíva visszaverésében, mivel még Eisenhower parancsát megelőzve seregével északra nyomult, hogy felszabadítsa a bekerített Bastogne városát. 1945 márciusában hadseregével átkelt a Rajnán, amelybe rituálisan belevizelt a serege szeme láttára. A Rajnától az Elba felé haladva Patton 3. hadserege, amelynek állománya mindig 250 000 és 300 000 ember volt, összesen 84 860 km2 német területet foglalt el. Veszteségei 2102 halottat, 7954 sebesültet és 1591 eltűntet tettek ki. A 3. hadsereg elleni harcokban a németek részéről összesen 20 100-an meghaltak, 47 700-an megsebesültek és 653 140-en kerültek hadifogságba. Április végén elérte a Duna vonalát, májusig pedig már Prága elővárosaiig nyomult előre. Patton rendkívül megharagudott a hadvezetésre, mivel azok Berlin és Prága elfoglalását is megakadályozták neki, így azokat helyette az általa gyűlölt szovjetek szabadították fel a náci uralom alól.
A normandiai partraszállástól az 1944. augusztus 1-jei hadba lépése és az 1945. május 9-i béke között a Patton által irányított 3. hadsereg 281 napig folyamatosan harcban állt. Ez idő alatt átkelt 24 nagyobb folyón, és 211 000 km2 területet szabadított fel, köztük több mint 12 000 települést. A hadsereg saját állítása szerint 1 811 388 német katonát ölt meg, sebesített meg vagy fogott el, ez hatszorosa volt a személyi állománynak, Ezen kiemelkedő eredményei miatt a később elfogott Gerd von Rundstedt tábornagy egyenesen a szövetségesek legjobb tábornokának tartotta őt.

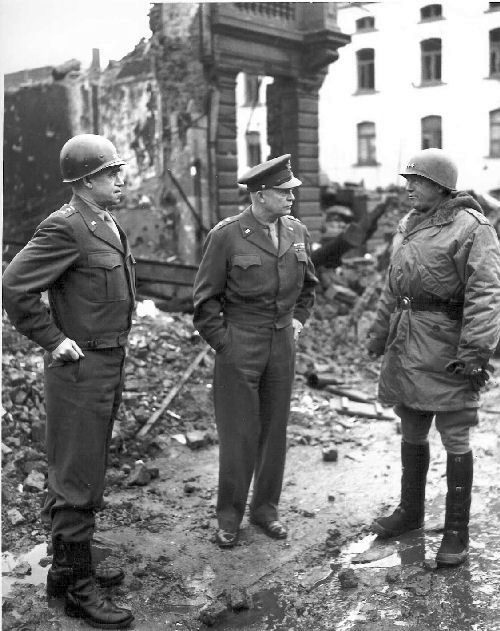
Omar Bradley, Dwight D. Eisenhower és George Patton tábornokok az elfoglalt Bastogne városában 1945 elején

A háború végeztével Pattont magasabb pozícióba helyezték, így a megszállt Bajorország katonai kormányzója lett. Innen átvezényelve a 15. hadsereg főparancsnokává nevezték ki, ami azonban gyakorlatilag nem is létezett, feladata pedig a német dokumentumok begyűjtése volt. Az egykor rettegett tábornok így magas pozíciója ellenére irodai munkára kényszerült, és tényleges csapatokat sem vezényelhetett tovább.

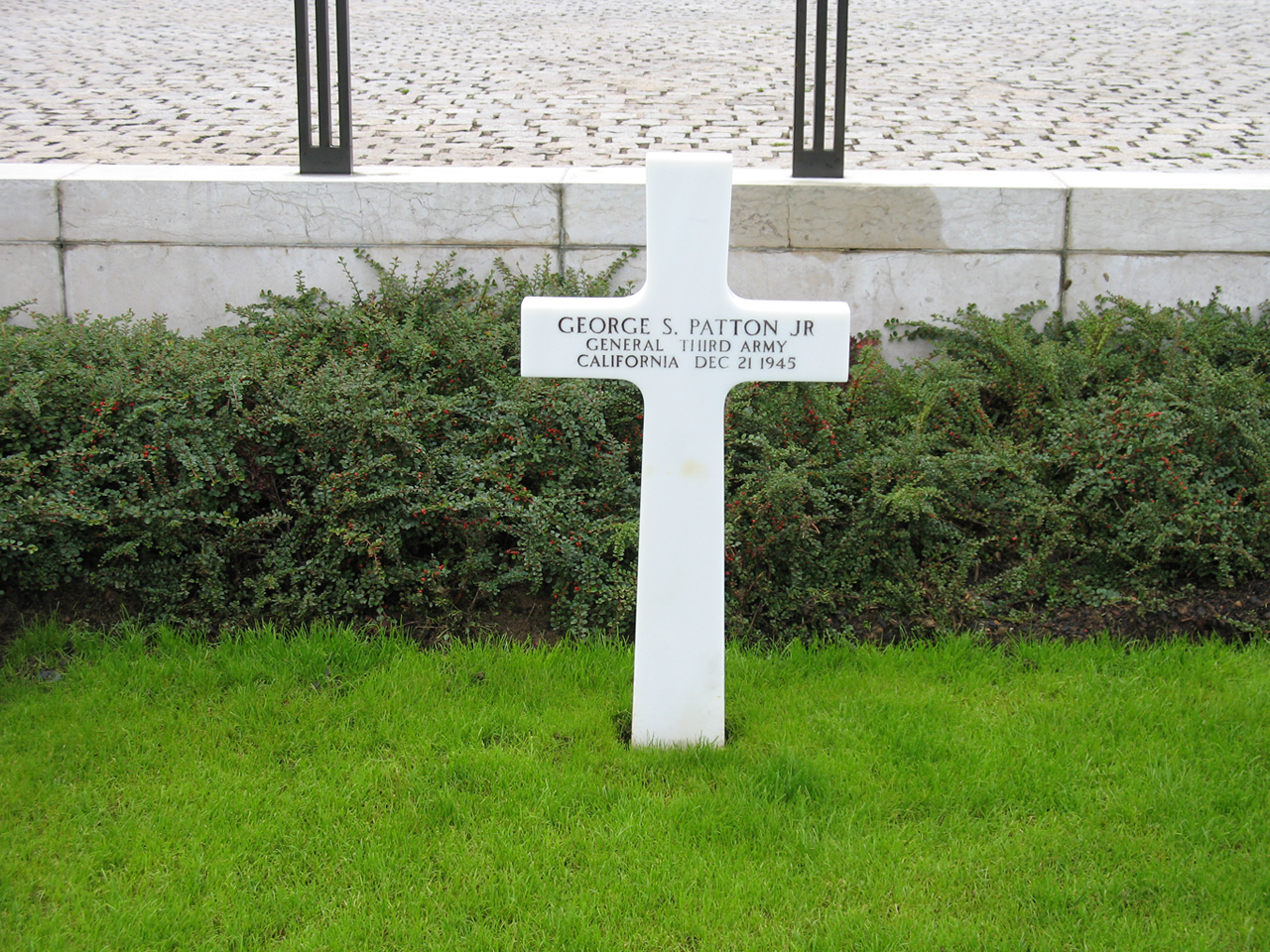
George Patton tábornok sírja a luxembourgi amerikai katonai temetőben

## Balesete és rejtélyes halála
1945. december 9-én vasárnap hajnalban Patton fácánvadászatra indult Hobart Gay vezérőrnaggyal együtt. Mannheim külterületén egy katonákat szállító amerikai teherautó eléjük vágott, a tiszteket szállító Cadillac pedig mintegy 40 km/h-s sebességgel nekiütközött. Az autóbalesetben senki sem sérült meg, az autónak is csak az eleje tört össze. A jobb hátsó ülésen utazó Patton tábornok azonban minden végtagjára lebénult, a baleset után 3 perccel egy arra járó mentő a heidelbergi katonai kórházba szállította. Több napnyi ápolás után a parancsnok állapota javulni kezdett, és már mindkét kezét mozgatni tudta valamennyire. December 21-én reggel hatkor azonban rejtélyes körülmények között hirtelen elhunyt, felesége végig mellette volt, amikor férje álmában elhunyt. Halálának okaként a tüdőödémát és szívelégtelenséget állapították meg. A tábornokot kívánságának megfelelően a korábbi főhadiszállásán, az egykoron általa vezetett harmadik hadsereg elesett katonái közé, a Luxembourg-i Amerikai Temető és Emlékhelyen helyezték végső nyugalomra december 24-én.
A legendás hadvezér halála szövetségeseinek és ellenségeinek is az érdekében állhatott. Halálában valószínűleg az NKVD-nek is szerepe volt, mivel a tábornok rendkívül szovjetellenes volt, és a szövetséges hadvezetést rá akarta bírni a kifáradt Vörös Hadsereg Európából való kiszorítására. Robert Wilcox a „Target Patton: The Plot to Assassinate General George S. Patton (World War II Collection)” című könyvében pedig azt állítja, hogy a tábornokot az amerikai titkosszolgálat, a CIA elődjének számító Stratégiai Szolgálatok Irodája (OSS) likvidálta. Ezt bizonyíthatja, hogy a mentő a balesetet követő 3 percen belül megérkezett és csupa magas rangú mentőtisztet szállított, pedig a legközelebbi mentőállomás 50 km-re volt a helyszíntől. A baleset vizsgálati jegyzőkönyvéből legalább 20 oldal eltűnt, a Cadillac roncsainak nyoma veszett, a tábornok boncolását pedig nem engedélyezték. A rejtélyes eset miatt számtalan elmélet és magyarázat létezik Patton halálának vélt vagy valós okairól. A nyílt szovjetellenessége miatt a Szovjetunió, önfejűsége és kompromisszumképtelensége miatt a szövetségesek, az általa tudott nagy számú bizalmas titok és kellemetlen információ az elnökségre pályázó Eisenhower számára adhatott okot az eltávolítására.

## Emlékezete

### Filmek
A legendásan sikeres és szigorú tábornok alakját számos filmben és sorozatban szerepeltették. Több színész is eljátszotta Pattont a képernyőn, a leghíresebb közülük George C. Scott volt az A tábornok (1970) című filmben. A színész ikonikus alakításával elnyerte a legjobb férfi főszereplőnek járó Oscar-díjat, a film emellett még további 6 Oscart is bezsebelt, ez nagyban hozzájárult Patton nemzeti hősként való népszerűsítéséhez. 1986-ban Scott újra felvette a szerepet a Patton utolsó napjai című televíziós filmben. A további színészek, aki a tábornokot eljátszották: Stephen McNally az ABC 1957-es Crossroads című vallásantológia-sorozatában; John Larch az 1963-as Miracle of the White Stallions című filmben; Kirk Douglas a Párizs ég? (1966) című filmben; George Kennedy a Magas rangú célpontban (1978); Darren McGavin az 1979-es Ike (1979) minisorozatban; Robert Prentiss a Pancho Barnes (1988) c. filmben; Mitchell Ryan a Double Exposure: The Story of Margaret Bourke-White (1989) című filmben; Lawrence Dobkin a War and Remembrance (1989) sorozat egyik epizódjában; Edward Asner a The Long Way Home-ban (1997), Gerald McRaney a Ike: Countdown to D-Day (2004) című minisorozatban, Dan Higgins a Man, Moment, Machine minisorozatban és Kelsey Grammer az An American Carol (2008) című animációs filmben. A jelentős történelmi szerepe ellenére a tábornok karaktere kimaradt A leghosszabb nap (1962) és A halál ötven órája (1965) című filmekből, utóbbiban csak megemlítik.

### Harckocsik
A tankok és páncélozott harcjárművek bevetése terén elért eredményeiért, illetve ezek használatának elterjesztéséért az amerikai hadsereg a második világháború utáni első harckocsiját, illetve azok utódait tiszteletből a tábornokról nevezték el. Az M46 Patton, M47 Patton és M48 Patton hivatalosan, az M60 Patton pedig nem hivatalosan viselte a legendás katona nevét.

### Egyéb
Az Egyesült Államokban és az általa felszabadított területeken számos utca és köztér viseli a nevét. Luxemburgban hősként tekintenek rá, sírját olyan sokan látogatták meg, hogy a többi halott és a temető nyugalmának érdekében áthelyezték azt a bejárathoz közelebb, elkülönítve a többi katonától. Még napjainkban is a temetőbe látogató évi mintegy 200 000 ember döntő többsége felkeresi Patton sírját.
A Patton által visszafoglalt Luxembourg és Plzeň városában, illetve az amerikai Fort Knoxban emlékmúzeumot hoztak létre a tábornok életének és haditetteinek, illetve ezek tárgyi emlékeinek a bemutatására.

## Kitüntetések

### Amerikai kitüntetések

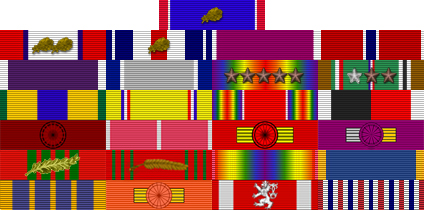
Patton tábornok kitüntetései ha ma viselné őket

| Bronze Oak Leaf                   | Distinguished Service Cross – Kiemelkedő szolgálatért kereszt tölgyfalevéllel        |
| Bronze Oak Leaf · Bronze Oak Leaf | Distinguished Service Medal – Kiemelkedő szolgálatért érem két tölgyfalevéllel       |
| Bronze Oak Leaf                   | Silver Star – Ezüst csillag egy tölgyfalevéllel                                      |
|                                   | Legion of Merit – Érdemlégió                                                         |
|                                   | Bronze Star – Bronzcsillag                                                           |
|                                   | Purple Heart – Bíbor szív                                                            |
|                                   | Silver Lifesaving Medal – Ezüst életmentő érem                                       |
|                                   | Mexican Service Medal – Mexikói szolgálatért érem                                    |
| Silver Award Star                 | World War I Victory Medal – Első világháborús győzelmi érem öt szolgálati csillaggal |

| Silver Award Star · Bronze Service Star · Bronze Service Star | European-African-Middle Eastern Campaign Medal – Európai, afrikai és közel-keleti hadszíntér érem egy ezüst és két bronz szolgálati csillaggal                        |
|                                                               | American Defense Service Medal – Honvédelmi szolgálati érem |
|                                                               | World War II Victory Medal – Második világháborús győzelmi érem |
|                                                               | Army of Occupation Medal – Megszálló hadsereg érem. 1955-ben az amerikai hadsereg posztumusz jelleggel ítélte ezt az érmet Bajorország első megszálló parancsnokának. |

### Külföldi kitüntetések
- A Bath-rend lovagja
- A Brit Birodalom lovagja
- Leopold belga király lovagja
- Belga croix de guerre háborús kereszt
- Francia Becsületrend (Légion d’honneur)
- Francia croix de guerre háborús kereszt
- Luxemburgi Háborús Kereszt
- Nassaui Adolf Nagy Luxemburgi Keresztje
- Marokkói Ouissam Alaouite Nagykeresztje
- A Csehszlovák Fehér Oroszlán-rend lovagja
- Csehszlovák Háborús Kereszt

### Rendfokozatai
| 1909-ben hadnagyoknak nem járt rangjelzés | Hadnagy: 1909. június 11.                                    |
|                                           | Főhadnagy: 1916. május 23.                                   |
|                                           | Százados: 1917. május 15.                                    |
|                                           | Őrnagy: 1918. január 26.                                     |
|                                           | Alezredes: 1918. március 30.                                 |
|                                           | Ezredes: 1918. október 17.                                   |
|                                           | Állandó jellegű századosi rangra váltották: 1920. június 30. |
|                                           | Őrnagy: 1920. július 1.                                      |
|                                           | Alezredes: 1934. március 1.                                  |
|                                           | Ezredes: 1938. július 1.                                     |
|                                           | Dandártábornok (Army of the United States): 1940. október 2. |
|                                           | Vezérőrnagy (Army of the United States): 1941. április 4.    |
|                                           | Altábornagy (Army of the United States): 1943. március 12.   |
|                                           | Dandártábornok: 1944. augusztus 16.                          |
|                                           | Vezérőrnagy: 1944. augusztus 16.                             |
|                                           | Tábornok (Army of the United States): 1945. április 14.      |

## Fordítás
- Ez a szócikk részben vagy egészben  a   George S. Patton című angol Wikipédia-szócikk ezen változatának fordításán alapul.  Az eredeti cikk szerkesztőit annak laptörténete sorolja fel. Ez a jelzés csupán a megfogalmazás eredetét és a szerzői jogokat jelzi, nem szolgál a cikkben szereplő információk forrásmegjelöléseként.